# IndyCar Series 2013
Die IndyCar Series 2013 war die 18. Saison der amerikanischen IndyCar Series und die 92. Meisterschaftssaison im US-amerikanischen Monoposto-Sport. Sie begann am 24. März in St. Petersburg und endete am 19. Oktober in Fontana. Scott Dixon gewann zum dritten Mal die IndyCar Series. Tony Kanaan entschied das diesjährige Indianapolis 500 für sich.

## Regeländerungen

### Sportliche Änderungen
Es gab 2013 erstmals drei sogenannte Double-Header-Weekends mit je einem Rennen am Samstag und Sonntag. 2011 hatten zwar schon in Fort Worth eine Veranstaltung mit zwei Rennen stattgefunden, diese waren jedoch nur über die halbe Distanz gegangen und es hat nur halbe Punkte gegeben. Bei drei der sechs Rennen der Double-Header-Weekends, die auf den Stadtkursen von Detroit, Toronto und Houston ausgetragen wurden, wurde zudem vom üblichen Startprozedere abgewichen. Anstelle von fliegenden Starts wurden drei dieser Rennen mit stehenden Starts begonnen.
Die Ovalrennen in Indianapolis, Pocono und Fontana wurden zu einer Triple Crown zusammengefasst. Falls ein Fahrer alle drei Rennen der Triple Crown gewinnt, erhält er eine Prämie in Höhe von 1.000.000 US-Dollar; falls ein Fahrer zwei dieser drei Rennen gewinnt, bekommt er eine Prämie in Höhe von 250.000 US-Dollar.
Das Punktesystem wurde zur Saison 2013 modifiziert. Ab dem 19. Platz gab es nicht mehr wie vorher 12 bzw. 10 Punkte, sondern beginnend ab dem 19. Platz jeweils ein Punkt weniger. Also für Platz 19 gab es 11 Punkte, für Platz 20 gab es 10 Punkte etc. Ab dem 25. Platz bekamen alle Fahrer fünf Punkte. Zudem erhielt jeder Fahrer, der eine Führungsrunde absolviert hat, einen zusätzlichen Bonuspunkt. Bei den Qualifyings des Indianapolis 500 und des Iowa Corn Indys 250 wurden Punkte nach einem besonderen Punktesystem vergeben und der Bonuspunkt für die Pole-Position entfiel.
Blockademanöver im Qualifying wurden ab der Saison 2013 damit geahndet, nicht mehr in die weiteren Qualifyingabschnitte zu kommen. Im letzten Abschnitt wurde ein Fahrer für ein Blockademanöver umgehend aus dem Qualifying genommen.
Die freie Auswahl der Innen- oder Außenbahn für den Führenden beim Start und Double-File-Restarts wurde abgeschafft. Der Führende musste ab der Saison 2013 auf der Innenbahn starten.
Ausschlaggebend für die Boxenposition war 2013 weiterhin das Qualifikationsergebnis vom vorherigen Rennen. Allerdings wurde die Unterscheidung der Streckentypen abgeschafft.
Ende Juni wurde die Regelung für Strafversetzungen aufgrund vorzeitiger Motorenwechsel modifiziert. Motorschäden bei privaten Testfahrten wurden nicht mehr sanktioniert.

### Technische Änderungen
Die verzögerte Aktivierung sowie die Reset-Zeit des Push-To-Pass-Buttons wurde zur Saison 2013 abgeschafft. Der Push-To-Pass-Button stand den Fahrern 2013 bei allen Rennen auf Straßenkursen zur Verfügung. Das System durfte zehnmal pro Rennen aktiviert werden und insgesamt, je nach Strecke, 150 oder 170 Sekunden verwendet werden.
Da mit Lotus ein Motorenhersteller aus der IndyCar Series ausgestiegen war, gab es 2013 nur noch einen Zweikampf zwischen Chevrolet und Honda.
Die Geschwindigkeit in der Boxengasse wurde vereinheitlicht. Auf Ovalen durften die Fahrer 60 Meilen pro Stunde, auf Straßenkursen 50 Meilen pro Stunde fahren.
Die Teams durften 2013 ihre Treibstoffmenge beim Start frei wählen. Bisher war für den Start eine Tankfüllung von 18,5 Gallonen vorgeschrieben.

## Teams und Fahrer
Alle Teams benutzten das Chassis DW12 sowie Aero-Kits von Dallara und Reifen von Firestone.
| Team                                   | Nr. | Fahrer              | Motor     | Veranstaltung        |
| -------------------------------------- | --- | ------------------- | --------- | -------------------- |
| Andretti Autosport                     | 01  | Ryan Hunter-Reay    | Chevrolet | 1–19                 |
| Andretti Autosport                     | 25  | Marco Andretti      | Chevrolet | 1–19                 |
| Andretti Autosport                     | 26  | Carlos Muñoz        | Chevrolet | 5                    |
| Andretti Autosport                     | 27  | James Hinchcliffe   | Chevrolet | 1–19                 |
| Team Venezuela/Andretti Autosport/HVM  | 05  | E. J. Viso          | Chevrolet | 1–18                 |
| Team Venezuela/Andretti Autosport/HVM  | 05  | Carlos Muñoz        | Chevrolet | 19                   |
| Team Penske                            | 02  | A. J. Allmendinger  | Chevrolet | 2, 3, 5–7, 19        |
| Team Penske                            | 03  | Hélio Castroneves   | Chevrolet | 1–19                 |
| Team Penske                            | 12  | Will Power          | Chevrolet | 1–19                 |
| Chip Ganassi Racing                    | 08  | Ryan Briscoe        | Honda     | 5                    |
| Target Chip Ganassi Racing             | 09  | Scott Dixon         | Honda     | 1–19                 |
| Target Chip Ganassi Racing             | 10  | Dario Franchitti    | Honda     | 1–18                 |
| Target Chip Ganassi Racing             | 10  | Alex Tagliani       | Honda     | 19                   |
| Novo Nordisk Chip Ganassi Racing       | 83  | Charlie Kimball     | Honda     | 1–19                 |
| Schmidt Peterson Motorsports           | 55  | Tristan Vautier     | Honda     | 1–19                 |
| Schmidt Peterson Motorsports           | 81  | Katherine Legge     | Honda     | 5                    |
| Schmidt Hamilton Motorsports           | 77  | Simon Pagenaud      | Honda     | 1–19                 |
| KV Racing Technology                   | 11  | Tony Kanaan         | Chevrolet | 1–19                 |
| KV Racing Technology                   | 78  | Simona de Silvestro | Chevrolet | 1–19                 |
| Panther Racing                         | 04  | J. R. Hildebrand    | Chevrolet | 1–5                  |
| Panther Racing                         | 04  | Ryan Briscoe        | Chevrolet | 6, 7, 9, 11, 12, 15  |
| Panther Racing                         | 04  | Oriol Servià        | Chevrolet | 8, 10, 14, 16–19     |
| Panther Racing                         | 04  | Carlos Muñoz        | Chevrolet | 13                   |
| Panther Racing                         | 60  | Townsend Bell       | Chevrolet | 5                    |
| Panther DRR                            | 22  | Oriol Servià        | Chevrolet | 1–5                  |
| Rahal Letterman Lanigan Racing         | 15  | Graham Rahal        | Honda     | 1–19                 |
| Rahal Letterman Lanigan Racing         | 16  | James Jakes         | Honda     | 1–19                 |
| Rahal Letterman Lanigan Racing         | 17  | Mike Conway         | Honda     | 3                    |
| Rahal Letterman Lanigan Racing         | 17  | Michel Jourdain jr. | Honda     | 5                    |
| Dale Coyne Racing                      | 18  | Ana Beatriz         | Honda     | 1–5, 9, 10           |
| Dale Coyne Racing                      | 18  | Mike Conway         | Honda     | 6, 7, 12, 13, 17, 18 |
| Dale Coyne Racing                      | 18  | Pippa Mann          | Honda     | 8, 11, 19            |
| Dale Coyne Racing                      | 18  | James Davison       | Honda     | 14, 15               |
| Dale Coyne Racing                      | 18  | Stefan Wilson       | Honda     | 16                   |
| Dale Coyne Racing                      | 19  | Justin Wilson       | Honda     | 1–19                 |
| Dale Coyne Racing                      | 63  | Pippa Mann          | Honda     | 5                    |
| Bryan Herta Autosport w/Curb-Agajanian | 98  | Alex Tagliani       | Honda     | 1–13                 |
| Bryan Herta Autosport w/Curb-Agajanian | 98  | Luca Filippi        | Honda     | 14, 16–18            |
| Bryan Herta Autosport w/Curb-Agajanian | 98  | J. R. Hildebrand    | Honda     | 15, 19               |
| Ed Carpenter Racing                    | 20  | Ed Carpenter        | Chevrolet | 1–19                 |
| A. J. Foyt Enterprises                 | 14  | Takuma Satō         | Honda     | 1–19                 |
| A. J. Foyt Enterprises                 | 41  | Conor Daly          | Honda     | 5                    |
| Sarah Fisher Hartman Racing            | 21  | Josef Newgarden     | Honda     | 5                    |
| Sarah Fisher Hartman Racing            | 67  | Josef Newgarden     | Honda     | 1–4, 6–19            |
| RW Motorsport/SFHR                     | 97  | Lucas Luhr          | Honda     | 15                   |
| Dragon Racing                          | 06  | Sebastian Saavedra  | Chevrolet | 1–19                 |
| Dragon Racing                          | 07  | Sébastien Bourdais  | Chevrolet | 1–19                 |
| Lazier Partners Racing Inc.            | 91  | Buddy Lazier        | Chevrolet | 5                    |

### Änderungen bei den Fahrern
Die folgende Auflistung enthält alle Fahrer, die an der IndyCar Series 2012 teilgenommen haben und in der Saison 2013 nicht für dasselbe Team wie 2012 starteten.
Fahrer, die ihr Team gewechselt haben:
- Ana Beatriz: Andretti Autosport → Dale Coyne Racing
- Townsend Bell: Schmidt Hamilton Motorsports → Panther Racing
- Ryan Briscoe: Team Penske → Chip Ganassi Racing
- Mike Conway: A. J. Foyt Enterprises → Rahal Letterman Lanigan Racing
- James Jakes: Dale Coyne Racing → Rahal Letterman Lanigan Racing
- Katherine Legge: Dragon Racing → Schmidt Peterson Motorsports
- Graham Rahal: Service Central Chip Ganassi Racing → Rahal Letterman Lanigan Racing
- Takuma Satō: Rahal Letterman Lanigan → A. J. Foyt Enterprises
- Sebastián Saavedra: Andretti Autosport → Dragon Racing
- Simona de Silvestro: Lotus-HVM Racing → KV Racing Technology
- E. J. Viso: KV Racing Technology → Team Venezuela/Andretti Autosport/HVM

Fahrer, die in die IndyCar Series einstiegen bzw. zurückkehrten:
- A. J. Allmendinger: NASCAR Sprint Cup (Phoenix Racing) → Team Penske
- Conor Daly: GP3-Serie (Lotus GP) → A. J. Foyt Enterprises
- James Davison: Australischer Porsche Carrera Cup (McElrea Racing) → Dale Coyne Racing
- Luca Filippi: GP2-Serie (Scuderia Coloni) → Bryan Herta Autosport w/Curb-Agajanian
- Buddy Lazier: Auszeit → Lazier Partners Racing Inc.
- Lucas Luhr: American Le Mans Series (Muscle Milk Pickett Racing) → RW Motorsport/SFHR
- Pippa Mann: Auto GP (Campos Racing) → Dale Coyne Racing
- Carlos Muñoz: Indy Lights (Andretti Autosport) → Andretti Autosport
- Tristan Vautier: Indy Lights (Sam Schmidt Motorsports) → Schmidt Peterson Motorsports
- Stefan Wilson: Indy Lights (Fan Force United) → Dale Coyne Racing

Fahrer, die die IndyCar Series verlassen haben:
- Jean Alesi: Lotus – FP Journe – Fan Force United → Karriereende[39]
- Rubens Barrichello: KV Racing Technology → Stock Car Brasil (Full Time Sports)
- Bryan Clauson: Sarah Fisher Hartman Racing → USAC National Sprint Car Series
- Wade Cunningham: A. J. Foyt Enterprises → V8 SuperTourer Series (Cunningham Racing)
- Bruno Junqueira: Sarah Fisher Hartman Racing → American Le Mans Series (RSR Racing)
- Giorgio Pantano: Novo Nordisk Chip Ganassi Racing → International GT Open (Bhai Tech Racing)

## Rennkalender
Der Rennkalender der IndyCar Series wurde am 30. September 2012 veröffentlicht und umfasst 19 Rennen auf 16 Rennstrecken.
Im Vergleich zur Vorsaison wurde das Edmonton Indy gestrichen. Neu aufgenommen wurden der Shell and Pennzoil Grand Prix of Houston sowie das Pocono IndyCar 400. Beide Veranstaltungen fanden schon als IndyCar-Rennen im Rahmen der CART-Serie statt.
| Nr. | Datum         | Veranstaltung (Rennstrecke)                                     | Distanz (Meilen) | Erster                                | Zweiter                                 | Dritter                                | Pole-Position                         | Schnellste Runde                       | Meiste Führungsrunden                 |
| --- | ------------- | --------------------------------------------------------------- | ---------------- | ------------------------------------- | --------------------------------------- | -------------------------------------- | ------------------------------------- | -------------------------------------- | ------------------------------------- |
| 01. | 24. März      | Honda Grand Prix of St. Petersburg (Saint Petersburg) (T)       | 198              | James Hinchcliffe (Dallara-Chevrolet) | Hélio Castroneves (Dallara-Chevrolet)   | Marco Andretti (Dallara-Chevrolet)     | Will Power (Dallara-Chevrolet)        | Will Power (Dallara-Chevrolet)         | Hélio Castroneves (Dallara-Chevrolet) |
| 02. | 07. April     | Honda Indy Grand Prix of Alabama (Birmingham) (P)               | 207              | Ryan Hunter-Reay (Dallara-Chevrolet)  | Scott Dixon (Dallara-Honda)             | Hélio Castroneves (Dallara-Chevrolet)  | Ryan Hunter-Reay (Dallara-Chevrolet)  | James Jakes (Dallara-Honda)            | Ryan Hunter-Reay (Dallara-Chevrolet)  |
| 03. | 21. April     | Toyota Grand Prix of Long Beach (Long Beach) (T)                | 156,8            | Takuma Satō (Dallara-Honda)           | Graham Rahal (Dallara-Honda)            | Justin Wilson (Dallara-Honda)          | Dario Franchitti (Dallara-Honda)      | E. J. Viso (Dallara-Chevrolet)         | Takuma Satō (Dallara-Honda)           |
| 04. | 05. Mai       | Itaipava São Paulo Indy 300 presented by Nestle (São Paulo) (T) | 190,2            | James Hinchcliffe (Dallara-Chevrolet) | Takuma Satō (Dallara-Honda)             | Marco Andretti (Dallara-Chevrolet)     | Ryan Hunter-Reay (Dallara-Chevrolet)  | Tony Kanaan (Dallara-Chevrolet)        | Takuma Satō (Dallara-Honda)           |
| 05. | 26. Mai       | Indianapolis 500 (Indianapolis) (O)                             | 500              | Tony Kanaan (Dallara-Chevrolet)       | Carlos Muñoz (Dallara-Chevrolet)        | Ryan Hunter-Reay (Dallara-Chevrolet)   | Ed Carpenter (Dallara-Chevrolet)      | Justin Wilson (Dallara-Honda)          | Ed Carpenter (Dallara-Chevrolet)      |
| 06. | 01. Juni      | Chevrolet Indy Dual in Detroit (Detroit) (T)                    | 163,8            | Mike Conway (Dallara-Honda)           | Ryan Hunter-Reay (Dallara-Chevrolet)    | Justin Wilson (Dallara-Honda)          | Dario Franchitti (Dallara-Honda)      | Mike Conway (Dallara-Honda)            | Mike Conway (Dallara-Honda)           |
| 07. | 02. Juni      | Chevrolet Indy Dual in Detroit (Detroit) (T)                    | 163,8            | Simon Pagenaud (Dallara-Honda)        | James Jakes (Dallara-Honda)             | Mike Conway (Dallara-Honda)            | Mike Conway (Dallara-Honda)           | Mike Conway (Dallara-Honda)            | Mike Conway (Dallara-Honda)           |
| 08. | 08. Juni      | Firestone 550 (Fort Worth) (O)                                  | 331,74           | Hélio Castroneves (Dallara-Chevrolet) | Ryan Hunter-Reay (Dallara-Chevrolet)    | Tony Kanaan (Dallara-Chevrolet)        | Will Power (Dallara-Chevrolet)        | Tony Kanaan (Dallara-Chevrolet)        | Hélio Castroneves (Dallara-Chevrolet) |
| 09. | 15. Juni      | Milwaukee IndyFest (West Allis) (O)                             | 253,75           | Ryan Hunter-Reay (Dallara-Chevrolet)  | Hélio Castroneves (Dallara-Chevrolet)   | Will Power (Dallara-Chevrolet)         | Marco Andretti (Dallara-Chevrolet)    | Ryan Hunter-Reay (Dallara-Chevrolet)   | Takuma Satō (Dallara-Honda)           |
| 10. | 23. Juni      | Iowa Corn Indy 250 (Newton) (O)                                 | 223,5            | James Hinchcliffe (Dallara-Chevrolet) | Ryan Hunter-Reay (Dallara-Chevrolet)    | Tony Kanaan (Dallara-Chevrolet)        | Hélio Castroneves (Dallara-Chevrolet) | Ed Carpenter (Dallara-Chevrolet)       | James Hinchcliffe (Dallara-Chevrolet) |
| 11. | 07. Juli      | Pocono IndyCar 400 (Long Pond) (O)                              | 400              | Scott Dixon (Dallara-Honda)           | Charlie Kimball (Dallara-Honda)         | Dario Franchitti (Dallara-Honda)       | Marco Andretti (Dallara-Chevrolet)    | Takuma Satō (Dallara-Honda)            | Marco Andretti (Dallara-Chevrolet)    |
| 12. | 13. Juli      | Honda Indy Toronto (Toronto) (T)                                | 149,175          | Scott Dixon (Dallara-Honda)           | Sébastien Bourdais (Dallara-Chevrolet)  | Dario Franchitti (Dallara-Honda)       | Dario Franchitti (Dallara-Honda)      | Hélio Castroneves (Dallara-Chevrolet)  | Will Power (Dallara-Chevrolet)        |
| 13. | 14. Juli      | Honda Indy Toronto (Toronto) (T)                                | 149,175          | Scott Dixon (Dallara-Honda)           | Hélio Castroneves (Dallara-Chevrolet)   | Sébastien Bourdais (Dallara-Chevrolet) | Scott Dixon (Dallara-Honda)           | Dario Franchitti (Dallara-Honda)       | Scott Dixon (Dallara-Honda)           |
| 14. | 04. August    | Honda Indy 200 at Mid-Ohio (Lexington) (P)                      | 203,22           | Charlie Kimball (Dallara-Honda)       | Simon Pagenaud (Dallara-Honda)          | Dario Franchitti (Dallara-Honda)       | Ryan Hunter-Reay (Dallara-Chevrolet)  | Simon Pagenaud (Dallara-Honda)         | Charlie Kimball (Dallara-Honda)       |
| 15. | 25. August    | GoPro Grand Prix of Sonoma (Sonoma) (P)                         | 195,755          | Will Power (Dallara-Chevrolet)        | Justin Wilson (Dallara-Honda)           | Dario Franchitti (Dallara-Honda)       | Dario Franchitti (Dallara-Honda)      | Will Power (Dallara-Chevrolet)         | Scott Dixon (Dallara-Honda)           |
| 16. | 01. September | Grand Prix of Baltimore (Baltimore) (T)                         | 153              | Simon Pagenaud (Dallara-Honda)        | Josef Newgarden (Dallara-Honda)         | Sébastien Bourdais (Dallara-Chevrolet) | Scott Dixon (Dallara-Honda)           | Sébastien Bourdais (Dallara-Chevrolet) | Will Power (Dallara-Chevrolet)        |
| 17. | 05. Oktober   | Shell and Pennzoil Grand Prix of Houston (Houston) (T)          | 147,06           | Scott Dixon (Dallara-Honda)           | Simona de Silvestro (Dallara-Chevrolet) | Justin Wilson (Dallara-Honda)          | Takuma Satō (Dallara-Honda)           | Will Power (Dallara-Chevrolet)         | Scott Dixon (Dallara-Honda)           |
| 18. | 06. Oktober   | Shell and Pennzoil Grand Prix of Houston (Houston) (T)          | 147,06           | Will Power (Dallara-Chevrolet)        | Scott Dixon (Dallara-Honda)             | James Hinchcliffe (Dallara-Chevrolet)  | Hélio Castroneves (Dallara-Chevrolet) | Luca Filippi (Dallara-Honda)           | Will Power (Dallara-Chevrolet)        |
| 19. | 19. Oktober   | MAVTV 500 (Fontana) (O)                                         | 500              | Will Power (Dallara-Chevrolet)        | Ed Carpenter (Dallara-Chevrolet)        | Tony Kanaan (Dallara-Chevrolet)        | Will Power (Dallara-Chevrolet)        | James Hinchcliffe (Dallara-Chevrolet)  | Will Power (Dallara-Chevrolet)        |

- Erklärung: O: Ovalkurs, T: temporäre Rennstrecke (Stadtkurs), P: permanente Rennstrecke. Rennen mit gelbem Hintergrund zählen zur Triple Crown

Anmerkungen
1. ↑  Dario Franchitti erhielt den Bonuspunkt für die Pole-Position und wurde als Pole-Setter gezählt. Aufgrund einer Startplatzstrafe ging er aber nur vom elften Platz aus ins Rennen. E. J. Viso startete von der ersten Position.
2. ↑  Das Qualifying zum zweiten Rennen in Detroit wurde in zwei Gruppen ausgetragen. Der schnellere der beiden Gruppensieger – Mike Conway – erhielt die Pole-Position, James Jakes den zweiten Startplatz. Beide Fahrer erhielten einen Bonuspunkt für den Pole-Setter.
3. 1 2  Nachtrennen
4. ↑  Hélio Castroneves erhielt die Bonuspunkte für die Pole-Position und wurde als Pole-Setter gezählt. Aufgrund einer Startplatzstrafe ging er aber nur vom elften Platz aus ins Rennen. Will Power startete von der ersten Position.
5. ↑  Das Qualifying zum zweiten Rennen in Toronto wurde in zwei Gruppen ausgetragen. Der schnellere der beiden Gruppensieger – Scott Dixon – erhielt die Pole-Position, Dario Franchitti den zweiten Startplatz. Beide Fahrer erhielten einen Bonuspunkt für den Pole-Setter.
6. ↑  Das Qualifying zum ersten Rennen in Houston wurde in zwei Gruppen ausgetragen. Der schnellere der beiden Gruppensieger – Takuma Satō – erhielt die Pole-Position, Will Power den zweiten Startplatz. Beide Fahrer erhielten einen Bonuspunkt für den Pole-Setter.
7. ↑  Die Pole-Position zum zweiten Rennen des Shell and Pennzoil Grand Prix of Houston wurde anhand der Entrant-Points vergeben.

## Rennberichte

### 1. Rennen: Honda Grand Prix of St. Petersburg
| Platz | Fahrer            | Team               | Zeit         |
| ----- | ----------------- | ------------------ | ------------ |
| 1     | James Hinchcliffe | Andretti Autosport | 2:22:12,5502 |
| 2     | Hélio Castroneves | Team Penske        | + 1,0982     |
| 3     | Marco Andretti    | Andretti Autosport | + 16,3664    |
| PP    | Will Power        | Team Penske        | 1:01,2070    |
| SR    | Will Power        | Team Penske        | 1:02,7279    |

- Streckentyp: temporäre Rennstrecke (Stadtkurs)

Der Honda Grand Prix of St. Petersburg in den Streets of St. Petersburg, Saint Petersburg, Florida, Vereinigte Staaten fand am 24. März 2013 statt und ging über eine Distanz von 110 Runden à 2,897 km, was einer Gesamtdistanz von 318,650 km entspricht.
James Hinchcliffe erzielte seinen ersten IndyCar-Sieg vor Hélio Castroneves und Marco Andretti.

### 2. Rennen: Honda Indy Grand Prix of Alabama
| Platz | Fahrer            | Team                           | Zeit         |
| ----- | ----------------- | ------------------------------ | ------------ |
| 1     | Ryan Hunter-Reay  | Andretti Autosport             | 1:52:04,5450 |
| 2     | Scott Dixon       | Target Chip Ganassi Racing     | + 0,6363     |
| 3     | Hélio Castroneves | Team Penske                    | + 17,6821    |
| PP    | Ryan Hunter-Reay  | Andretti Autosport             | 1:07,0871    |
| SR    | James Jakes       | Rahal Letterman Lanigan Racing | 1:08,9918    |

- Streckentyp: permanente Rennstrecke

Der Honda Indy Grand Prix of Alabama im Barber Motorsports Park, Birmingham, Alabama, Vereinigte Staaten fand am 7. April 2013 statt und ging über eine Distanz von 90 Runden à 3,701 km, was einer Gesamtdistanz von 333,134 km entspricht.
Ryan Hunter-Reay gewann das Rennen vor Scott Dixon und Hélio Castroneves.

### 3. Rennen: Toyota Grand Prix of Long Beach
| Platz | Fahrer           | Team                                  | Zeit         |
| ----- | ---------------- | ------------------------------------- | ------------ |
| 1     | Takuma Satō      | A. J. Foyt Enterprises                | 1:50:08,7155 |
| 2     | Graham Rahal     | Rahal Letterman Lanigan Racing        | + 5,3612     |
| 3     | Justin Wilson    | Dale Coyne Racing                     | + 8,2386     |
| PP    | Dario Franchitti | Target Chip Ganassi Racing            | 1:07,2379    |
| SR    | E. J. Viso       | Team Venezuela/Andretti Autosport/HVM | 1:09,0401    |

- Streckentyp: temporäre Rennstrecke (Stadtkurs)

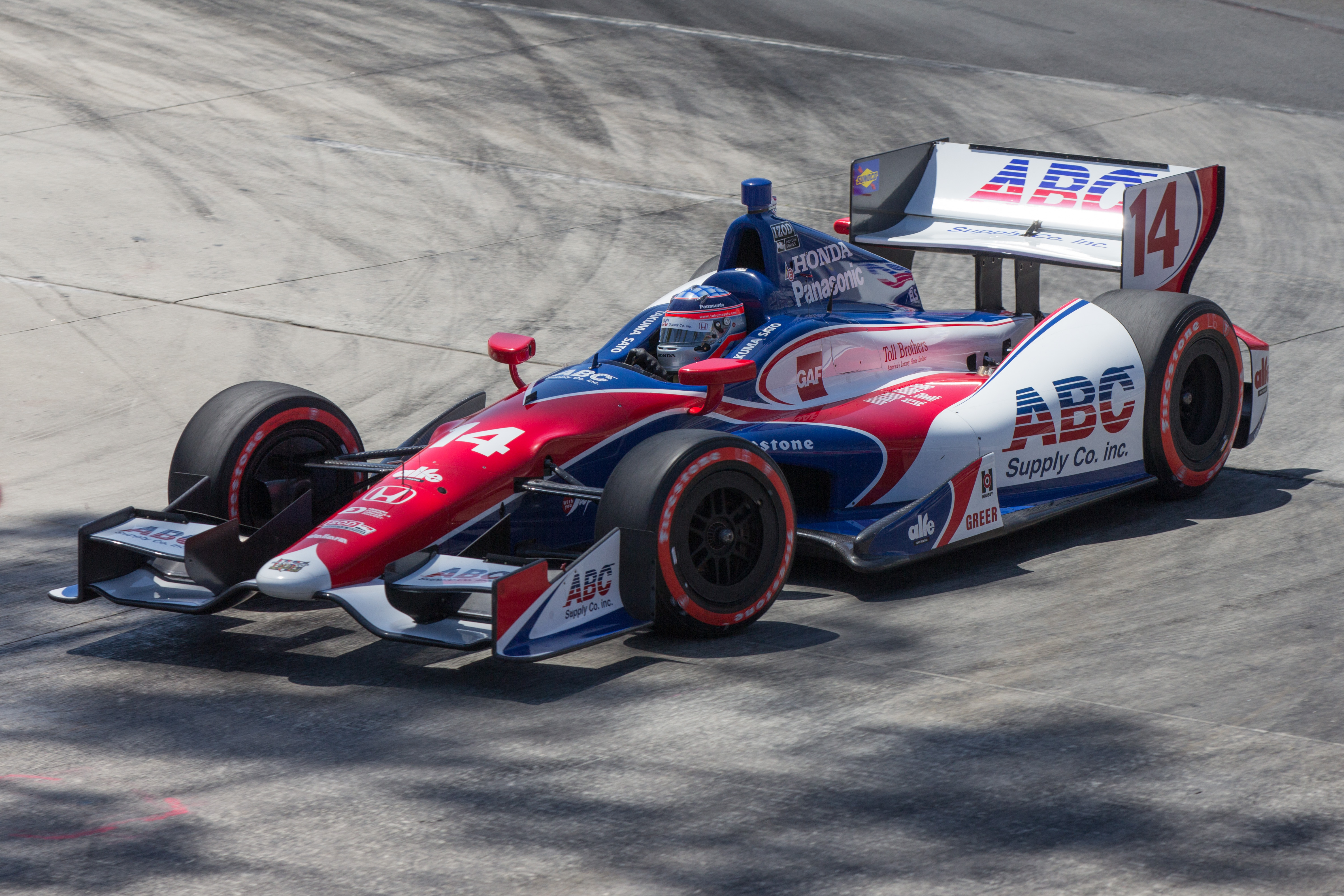
Takuma Satō

Der Toyota Grand Prix of Long Beach auf dem Long Beach Grand Prix Circuit, Long Beach, Kalifornien, Vereinigte Staaten fand am 21. April 2013 statt und ging über eine Distanz von 80 Runden à 3,167 km, was einer Gesamtdistanz von 253,375 km entspricht.
Takuma Satō führte das Rennen die meisten Runden an und gewann vor Graham Rahal und Justin Wilson. Es war der erste IndyCar-Sieg eines Japaners. A. J. Foyt Enterprises gewann nach über 10 Jahren wieder ein IndyCar-Rennen.

### 4. Rennen: Itaipava São Paulo Indy 300 presented by Nestle
| Platz | Fahrer            | Team                   | Zeit         |
| ----- | ----------------- | ---------------------- | ------------ |
| 1     | James Hinchcliffe | Andretti Autosport     | 2:09:34,7383 |
| 2     | Takuma Satō       | A. J. Foyt Enterprises | + 0,3463     |
| 3     | Marco Andretti    | Andretti Autosport     | + 1,1376     |
| PP    | Ryan Hunter-Reay  | Andretti Autosport     | 1:20,4312    |
| SR    | Tony Kanaan       | KV Racing Technology   | 1:20,4364    |

- Streckentyp: temporäre Rennstrecke (Stadtkurs)

Das Itaipava São Paulo Indy 300 presented by Nestle auf dem São Paulo Street Circuit, São Paulo, Brasilien fand am 5. Mai 2013 statt und ging über eine Distanz von 75 Runden à 4,081 km, was einer Gesamtdistanz von 306,097 km entspricht.
James Hinchcliffe gewann das Rennen vor Takuma Satō und Marco Andretti. Hinchcliffe ging erst in der letzten Kurve an Satō, der die meisten Führungsrunden absolviert hatte, vorbei. Mit einem Abstand von 0,3463s war es der bis dahin knappste Zieleinlauf auf einem Straßenkurs in der IndyCar-Geschichte.

### 5. Rennen: 97. Indianapolis 500
| Platz | Fahrer           | Team                 | Zeit         |
| ----- | ---------------- | -------------------- | ------------ |
| 1     | Tony Kanaan      | KV Racing Technology | 2:40:03,4181 |
| 2     | Carlos Muñoz     | Andretti Autosport   | + 0,1159     |
| 3     | Ryan Hunter-Reay | Andretti Autosport   | + 0,2480     |
| PP    | Ed Carpenter     | Ed Carpenter Racing  | 2:37,3689    |
| SR    | Justin Wilson    | Dale Coyne Racing    | 0:39,6580    |

- Streckentyp: Ovalkurs (Superspeedway)

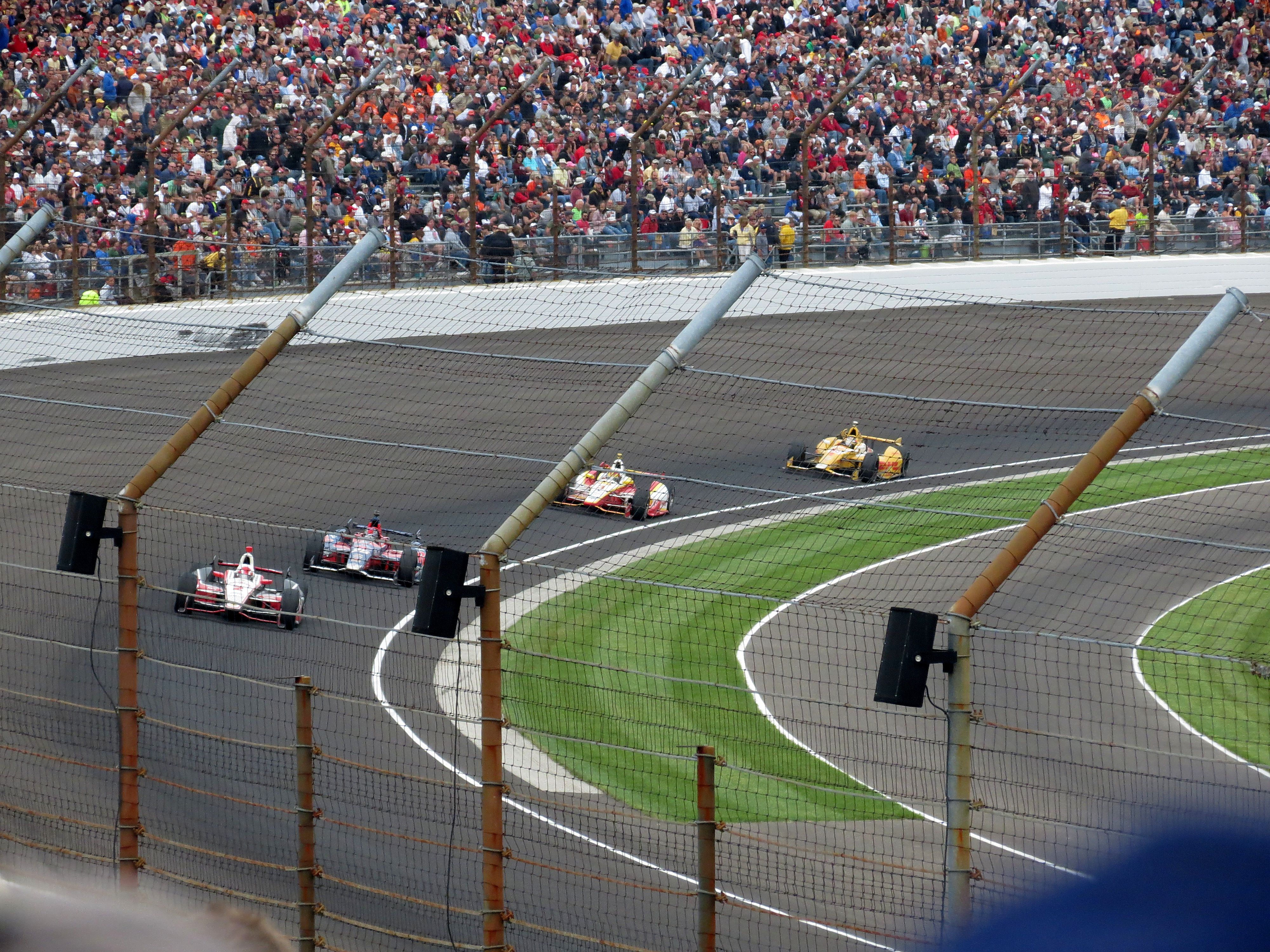
Allmendinger vor Andretti, Castroneves und Hunter-Reay

Das 97. Indianapolis 500 auf dem Indianapolis Motor Speedway, Indianapolis, Indiana, Vereinigte Staaten fand am 27. Mai 2013 statt und ging über eine Distanz von 200 Runden à 4,023 km, was einer Gesamtdistanz von 804,672 km entspricht.
Im Qualifying erzielte Ed Carpenter die Pole-Position vor Carlos Muñoz und Marco Andretti. Michel Jourdain jr. scheiterte an der Qualifikation.
In dem Rennen wechselte die Führung sehr oft. Mit 14 Führenden und 68 Führungswechseln wurden neue Rekorde aufgestellt.
Nachdem es im ersten Renndrittel drei Gelbphasen gegeben hatte, wurden 133 Runden unter grün absolviert. In der Schlussphase gab es ein Duell um den Sieg zwischen Ryan Hunter-Reay und Tony Kanaan. Nachdem Hunter-Reay die Führung in eine Gelbphase, die durch einen Unfall Graham Rahals ausgelöst wurde, besessen hatte, verlor er diese beim Restart an Kanaan und wurde zudem von seinem Teamkollegen Muñoz überholt. Da Dario Franchitti kurz darauf die Kontrolle über sein Fahrzeug verlor und verunfallte, wurde das Rennen neutralisiert und unter gelben Flaggen beendet.
Kanaan gewann zum ersten Mal in seiner Karriere das Indianapolis 500. Es war seine zwölfte Teilnahme. Die Andretti-Piloten Muñoz und Hunter-Reay komplettierten das Podium. Damit erzielte Muñoz gleich bei seinem IndyCar-Debüt eine Podest-Platzierung.

### 6. Rennen: Chevrolet Indy Dual in Detroit (Rennen 1)
| Platz | Fahrer           | Team                       | Zeit         |
| ----- | ---------------- | -------------------------- | ------------ |
| 1     | Mike Conway      | Dale Coyne Racing          | 1:48:45,4309 |
| 2     | Ryan Hunter-Reay | Andretti Autosport         | + 12,9707    |
| 3     | Justin Wilson    | Dale Coyne Racing          | + 25,2606    |
| PP    | Dario Franchitti | Target Chip Ganassi Racing | 1:19,3311    |
| SR    | Mike Conway      | Dale Coyne Racing          | 1:17,8447    |

- Streckentyp: temporäre Rennstrecke (Stadtkurs)

Das Chevrolet Indy Dual in Detroit auf dem Raceway at Belle Isle, Detroit, Michigan, Vereinigte Staaten fand am 1. Juni 2013 statt und ging über eine Distanz von 70 Runden à 3,782 km, was einer Gesamtdistanz von 264,738 km entspricht.
Mike Conway gewann das Rennen vor Ryan Hunter-Reay und Justin Wilson. Es war der erste Saisonsieg eines Fahrers, der nur als Teilzeitpilot in der Serie aktiv war.

### 7. Rennen: Chevrolet Indy Dual in Detroit (Rennen 2)
| Platz | Fahrer         | Team                           | Zeit         |
| ----- | -------------- | ------------------------------ | ------------ |
| 1     | Simon Pagenaud | Schmidt Hamilton Motorsports   | 1:56:14,7861 |
| 2     | James Jakes    | Rahal Letterman Lanigan Racing | + 5,6274     |
| 3     | Mike Conway    | Dale Coyne Racing              | + 6,0616     |
| PP    | Mike Conway    | Dale Coyne Racing              | 1:18,0977    |
| SR    | Mike Conway    | Dale Coyne Racing              | 1:17,4371    |

- Streckentyp: temporäre Rennstrecke (Stadtkurs)

Das Chevrolet Indy Dual in Detroit auf dem Raceway at Belle Isle, Detroit, Michigan, Vereinigte Staaten fand am 2. Juni 2013 statt und ging über eine Distanz von 70 Runden à 3,782 km, was einer Gesamtdistanz von 264,738 km entspricht.
Simon Pagenaud gewann das Rennen vor James Jakes und Mike Conway. Es war der erste IndyCar-Sieg von Pagenaud und seinem Team, Sam Schmidt Motorsports. Jakes stand zum ersten Mal auf dem Podest.
In dem Rennen gab es in der ersten Hälfte sechs Gelbphasen.

### 8. Rennen: Firestone 550
| Platz | Fahrer            | Team                 | Zeit         |
| ----- | ----------------- | -------------------- | ------------ |
| 1     | Hélio Castroneves | Team Penske          | 1:52:17,4594 |
| 2     | Ryan Hunter-Reay  | Andretti Autosport   | + 4,6919     |
| 3     | Tony Kanaan       | KV Racing Technology | + 11,6088    |
| PP    | Will Power        | Team Penske          | 0:47,7960    |
| SR    | Tony Kanaan       | KV Racing Technology | 0:24,2769    |

- Streckentyp: Ovalkurs (Speedway)

Das Firestone 550 auf dem Texas Motor Speedway, Fort Worth, Texas, Vereinigte Staaten fand am 8. Juni 2013 statt und ging über eine Distanz von 228 Runden à 2,414 km, was einer Gesamtdistanz von 550,396 km entspricht.
Hélio Castroneves gewann das Rennen vor Ryan Hunter-Reay und Tony Kanaan. Es war der erste Saisonsieg von Castroneves und dem Team Penske. Castroneves führte das Rennen 132 Runden am Stück an und dominierte das Rennen. Nur fünf Fahrer blieben in der Führungsrunde, obgleich 22 ins Ziel kamen.

### 9. Rennen: Milwaukee IndyFest
| Platz | Fahrer            | Team               | Zeit         |
| ----- | ----------------- | ------------------ | ------------ |
| 1     | Ryan Hunter-Reay  | Andretti Autosport | 1:51:15,2962 |
| 2     | Hélio Castroneves | Team Penske        | + 4,8059     |
| 3     | Will Power        | Team Penske        | + 5,3920     |
| PP    | Marco Andretti    | Andretti Autosport | 0:42,8584    |
| SR    | Ryan Hunter-Reay  | Andretti Autosport | 0:22,4993    |

- Streckentyp: Ovalkurs (Speedway)

Das Milwaukee IndyFest auf der Milwaukee Mile, West Allis, Wisconsin, Vereinigte Staaten fand am 15. Juni 2013 statt und ging über eine Distanz von 250 Runden à 1,609 km, was einer Gesamtdistanz von 362,102 km entspricht.
Ryan Hunter-Reay gewann das Rennen vor Hélio Castroneves und Will Power.

### 10. Rennen: Iowa Corn Indy 250
| Platz | Fahrer            | Team                 | Zeit         |
| ----- | ----------------- | -------------------- | ------------ |
| 1     | James Hinchcliffe | Andretti Autosport   | 1:30:16,0266 |
| 2     | Ryan Hunter-Reay  | Andretti Autosport   | + 1,5009     |
| 3     | Tony Kanaan       | KV Racing Technology | + 1,6891     |
| PP    | Hélio Castroneves | Team Penske          | 15:30,3893   |
| SR    | Ed Carpenter      | Ed Carpenter Racing  | 0:17,9744    |

- Streckentyp: Ovalkurs (Short Track)

Das Iowa Corn Indy 250 auf dem Iowa Speedway, Newton, Iowa, Vereinigte Staaten fand am 23. Juni 2013 statt und ging über eine Distanz von 250 Runden à 1,408 km, was einer Gesamtdistanz von 352,044 km entspricht.
James Hinchcliffe gewann bei seinem dritten Saisonsieg zum ersten Mal auf einem Ovalkurs. Hunter-Reay wurde Zweiter, Tony Kanaan Dritter. Hinchcliffe dominierte das Rennen und führte es 226 von 250 Runden an.

### 11. Rennen: Pocono IndyCar 400
| Platz | Fahrer           | Team                             | Zeit         |
| ----- | ---------------- | -------------------------------- | ------------ |
| 1     | Scott Dixon      | Target Chip Ganassi Racing       | 2:04:26,4178 |
| 2     | Charlie Kimball  | Novo Nordisk Chip Ganassi Racing | + 0,4572     |
| 3     | Dario Franchitti | Target Chip Ganassi Racing       | + 1,1989     |
| PP    | Marco Andretti   | Andretti Autosport               | 1:21,3473    |
| SR    | Takuma Satō      | A. J. Foyt Enterprises           | 0:41,2239    |

- Streckentyp: Ovalkurs (Superspeedway)

Das Pocono IndyCar 400 auf dem Pocono Raceway, Long Pond, Pennsylvania, Vereinigte Staaten fand am 7. Juli 2013 statt und ging über eine Distanz von 160 Runden à 4,023 km, was einer Gesamtdistanz von 643,737 km entspricht.
Scott Dixon erzielte seinen 30. IndyCar-Sieg vor seinen Teamkollegen Charlie Kimball und Dario Franchitti. Es war der erste Saisonsieg von Chip Ganassi Racing und der 100. überhaupt. Zudem war es der 200. Sieg des Motorenherstellers Honda und der erste Dreifachsieg von Ganassi.
Marco Andretti, der bis zum Rennen immer der Schnellste gewesen war und auch die meisten Führungsrunden erzielt hatte, bekam Schwierigkeiten mit einem zu hohen Treibstoffverbrauch, sodass die spritschonenderen Honda-Motoren gegen Ende im Vorteil waren.

### 12. Rennen: Honda Indy Toronto (Rennen 1)
| Platz | Fahrer             | Team                       | Zeit         |
| ----- | ------------------ | -------------------------- | ------------ |
| 1     | Scott Dixon        | Target Chip Ganassi Racing | 1:41:17,0605 |
| 2     | Sébastien Bourdais | Dragon Racing              | + 1,7007     |
| 3     | Dario Franchitti   | Target Chip Ganassi Racing | + 2,9116     |
| PP    | Dario Franchitti   | Target Chip Ganassi Racing | 0:59,6796    |
| SR    | Hélio Castroneves  | Team Penske                | 0:59,8267    |

- Streckentyp: temporäre Rennstrecke (Stadtkurs)

Das Honda Indy Toronto in den Streets of Toronto, Toronto, Ontario, Kanada fand am 13. Juli 2013 statt und ging über eine Distanz von 85 Runden à 2,824 km, was einer Gesamtdistanz von 240,074 km entspricht.
Scott Dixon gewann das Rennen vor Sébastien Bourdais und Dario Franchitti. Dixon übernahm die Führung acht Runden vor Rennende von Bourdais, nachdem sich die beiden im letzten Renndrittel mit der Führung abwechselten. Will Power, der das Rennen im zweiten Renndrittel angeführt und die meisten Führungsrunden erzielt hatte, schied in der letzten Runde nach einer Kollision in einem Zweikampf mit Franchitti aus. Es war Bourdais erste Podest-Platzierung in der IndyCar Series.
Alle Fahrer, die auf dem Podium standen, hatten zu diesem Zeitpunkt 31 IndyCar-Rennen gewonnen.

### 13. Rennen: Honda Indy Toronto (Rennen 2)
| Platz | Fahrer             | Team                       | Zeit         |
| ----- | ------------------ | -------------------------- | ------------ |
| 1     | Scott Dixon        | Target Chip Ganassi Racing | 1:35:02,3755 |
| 2     | Hélio Castroneves  | Team Penske                | + 0,8772     |
| 3     | Sébastien Bourdais | Dragon Racing              | + 1,7213     |
| PP    | Scott Dixon        | Target Chip Ganassi Racing | 0:58,9686    |
| SR    | Dario Franchitti   | Target Chip Ganassi Racing | 0:59,7982    |

- Streckentyp: temporäre Rennstrecke (Stadtkurs)

Das Honda Indy Toronto in den Streets of Toronto, Toronto, Ontario, Kanada fand am 14. Juli 2013 statt und ging über eine Distanz von 85 Runden à 2,824 km, was einer Gesamtdistanz von 240,074 km entspricht.
Scott Dixon gewann das Rennen vor Hélio Castroneves und Sébastien Bourdais. Damit entschied Dixon drei Rennen innerhalb von sieben Tagen für sich. Im Gegensatz zum Vortag lag Dixon 81 von 85 Runden in Führung und führte das Rennen die meiste Zeit mit größerem Vorsprung an.
Im letzten Renndrittel gab es drei Gelbphasen. Will Power schied erneut nach einer Kollision in der Schlussphase auf dem vierten Platz liegend aus. Zusammen mit Power war das Rennen für Ryan Hunter-Reay und Takuma Satō in der vorletzten Runde beendet.
Dixon wurde mit seinem 32. IndyCar-Sieg zum zu diesem Zeitpunkt nach Siegen erfolgreichsten aktiven IndyCar-Piloten.

### 14. Rennen: Honda Indy 200 at Mid-Ohio
| Platz | Fahrer           | Team                             | Zeit         |
| ----- | ---------------- | -------------------------------- | ------------ |
| 1     | Charlie Kimball  | Novo Nordisk Chip Ganassi Racing | 1:43:29,1371 |
| 2     | Simon Pagenaud   | Schmidt Hamilton Motorsports     | + 5,5334     |
| 3     | Dario Franchitti | Target Chip Ganassi Racing       | + 28,8735    |
| PP    | Ryan Hunter-Reay | Andretti Autosport               | 1:05,3519    |
| SR    | Simon Pagenaud   | Schmidt Hamilton Motorsports     | 1:06,7403    |

- Streckentyp: permanente Rennstrecke

Das Honda Indy 200 at Mid-Ohio auf dem Mid-Ohio Sports Car Course, Lexington, Ohio, Vereinigte Staaten fand am 4. August 2013 statt und ging über eine Distanz von 90 Runden à 3,634 km, was einer Gesamtdistanz von 327,020 km entspricht.
Charlie Kimball gewann das Rennen vor Simon Pagenaud und Dario Franchitti. Die ersten drei Fahrer setzen auf eine Drei-Stopp-Strategie, die sich im Verlauf des Rennens als beste Wahl herausstellte.
In der Anfangsphase führte Ryan Hunter-Reay vor Will Power. Beide Fahrer verwendeten eine Zwei-Stopp-Strategie. Power wurde Vierter, Hunter-Reay Fünfter.
Mit Kimball gewann zum vierten Mal in der Saison 2013 ein Fahrer sein erstes IndyCar-Rennen. Kimball ist der erste IndyCar-Sieger, der an Diabetes Typ 1 erkrankt ist.

### 15. Rennen: GoPro Grand Prix of Sonoma
| Platz | Fahrer           | Team                       | Zeit         |
| ----- | ---------------- | -------------------------- | ------------ |
| 1     | Will Power       | Team Penske                | 2:20:46,8226 |
| 2     | Justin Wilson    | Dale Coyne Racing          | + 1,1930     |
| 3     | Dario Franchitti | Target Chip Ganassi Racing | + 3,4038     |
| PP    | Dario Franchitti | Target Chip Ganassi Racing | 1:17,5271    |
| SR    | Will Power       | Team Penske                | 1:19,9320    |

- Streckentyp: permanente Rennstrecke

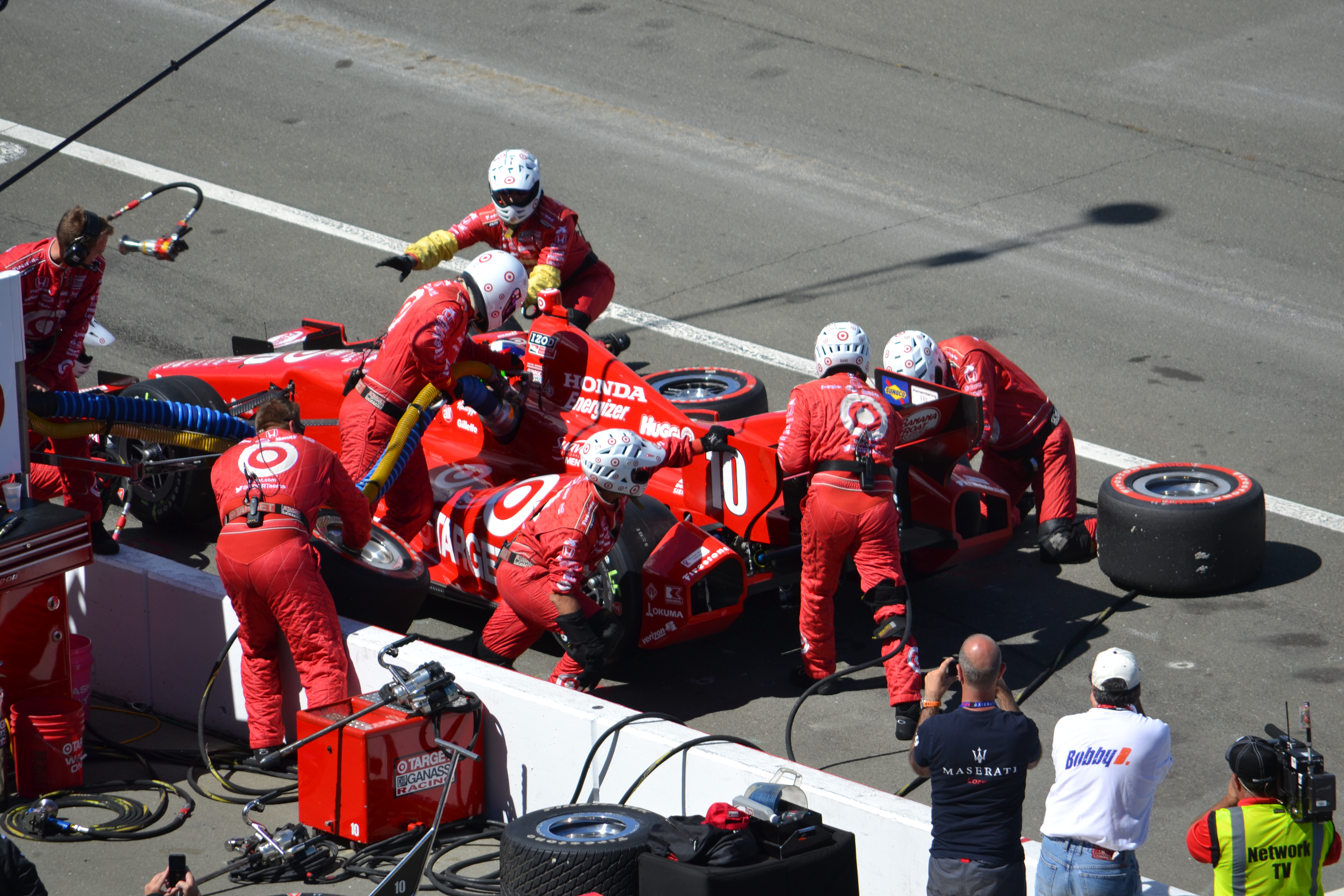
Franchitti beim Boxenstopp

Das GoPro Grand Prix of Sonoma auf dem Sonoma Raceway, Sonoma, Kalifornien, Vereinigte Staaten fand am 25. August 2013 statt und ging über eine Distanz von 85 Runden à 3,706 km, was einer Gesamtdistanz von 315,010 km entspricht.
Will Power gewann das Rennen vor Justin Wilson und Dario Franchitti.
Im Rennen gab es insgesamt sieben Gelbphasen, allerdings schied nur ein Fahrer nach einem Unfall aus.
Dixon absolvierte die meisten Führungsrunden. Aufgrund eines Zwischenfalls in der Boxengasse im letzten Renndrittel wurde Dixon mit einer Durchfahrtsstrafe belegt und fiel auf den 21. Platz zurück. Er kam auf dem 15. Platz ins Ziel.

### 16. Rennen: Grand Prix of Baltimore
| Platz | Fahrer             | Team                         | Zeit         |
| ----- | ------------------ | ---------------------------- | ------------ |
| 1     | Simon Pagenaud     | Schmidt Hamilton Motorsports | 2:16:32,3443 |
| 2     | Josef Newgarden    | Sarah Fisher Hartman Racing  | + 4,1592     |
| 3     | Sébastien Bourdais | Dragon Racing                | + 7,9588     |
| PP    | Scott Dixon        | Target Chip Ganassi Racing   | 1:18,0838    |
| SR    | Sébastien Bourdais | Dragon Racing                | 1:19,9419    |

- Streckentyp: temporäre Rennstrecke (Stadtkurs)

Das Grand Prix of Baltimore in den Streets of Baltimore, Baltimore, Maryland, Vereinigte Staaten fand am 1. September 2013 statt und ging über eine Distanz von 75 Runden à 3,283 km, was einer Gesamtdistanz von 246,225 km entspricht.
Simon Pagenaud gewann das Rennen vor Josef Newgarden und Sébastien Bourdais. Es war Newgardens erste Podest-Platzierung.
In dem Rennen gab es mehrere Kollisionen und sechs Gelbphasen.

### 17. Rennen: Shell and Pennzoil Grand Prix of Houston (Rennen 1)
| Platz | Fahrer              | Team                       | Zeit         |
| ----- | ------------------- | -------------------------- | ------------ |
| 1     | Scott Dixon         | Target Chip Ganassi Racing | 1:54:48,3924 |
| 2     | Simona de Silvestro | KV Racing Technology       | + 0,8781     |
| 3     | Justin Wilson       | Dale Coyne Racing          | + 2,1432     |
| PP    | Takuma Satō         | A. J. Foyt Enterprises     | 1:00,4535    |
| SR    | Will Power          | Team Penske                | 1:00,0201    |

- Streckentyp: temporäre Rennstrecke (Stadtkurs)

Das erste Rennen des Shell and Pennzoil Grand Prix of Houston auf dem M.D. Anderson Cancer Center Speedway, Houston, Texas, Vereinigte Staaten fand am 5. Oktober 2013 statt und ging über eine Distanz von 90 Runden à 2,630 km, was einer Gesamtdistanz von 236,700 km entspricht.
Scott Dixon gewann das Rennen vor Simona de Silvestro und Justin Wilson. Es war de Silvestros erste Podest-Platzierung in der IndyCar Series.
Über weite Strecken gab es an der Spitze ein Duell zwischen Dixon und Will Power. Aufgrund einer für Power ungünstigen Gelbphase fiel er ins Mittelfeld zurück und wurde schließlich Zwölfter.
Castroneves, der Meisterschaft auch nach dem Rennen anführte, kam nach Reparaturarbeiten mit 10 Runden Rückstand ins Ziel. Dadurch absolvierte er zum ersten Mal in der Saison nicht alle Runden.
Es gab insgesamt sieben Gelbphasen und das Rennen wurde unter gelben Flaggen beendet.

### 18. Rennen: Shell and Pennzoil Grand Prix of Houston (Rennen 2)
| Platz | Fahrer            | Team                                   | Zeit           |
| ----- | ----------------- | -------------------------------------- | -------------- |
| 1     | Will Power        | Team Penske                            | 1:52:28,9525   |
| 2     | Scott Dixon       | Target Chip Ganassi Racing             | + 0,8286       |
| 3     | James Hinchcliffe | Andretti Autosport                     | + 4,3629       |
| PP    | Hélio Castroneves | Team Penske                            | Entrant-Punkte |
| SR    | Luca Filippi      | Bryan Herta Autosport w/Curb-Agajanian | 0:59,1215      |

- Streckentyp: temporäre Rennstrecke (Stadtkurs)

Das zweite Rennen des Shell and Pennzoil Grand Prix of Houston auf dem M.D. Anderson Cancer Center Speedway, Houston, Texas, Vereinigte Staaten fand am 6. Oktober 2013 statt und ging über eine Distanz von 90 Runden à 2,630 km, was einer Gesamtdistanz von 236,700 km entspricht.
Will Power gewann das Rennen vor Scott Dixon und James Hinchcliffe.
Da das Qualifying aus Zeitgründen nicht stattfinden konnte, wurde die Pole-Position an den vor dem Wochenende Führenden der Entrant-Wertung, Hélio Castroneves vergeben. Castroneves behielt die Führung beim Start, musste nach einem Getriebeschaden jedoch längere Zeit an der Box zur Reparatur stehen. Er wurde schließlich mit 37 Runden Rückstand 23. In der Zwischenzeit führte Dixon das Rennen an. In der 40. Runden ging Power an Dixon vorbei und behielt die Führung bis zum Ende des Rennens. Dixon übernahm die Führung in der Gesamtwertung mit 25 Punkten Vorsprung auf Castroneves.
In der letzten Runde gab es einen schweren Unfall in der fünften Kurve, in den Dario Franchitti, Takuma Satō und E. J. Viso verwickelt waren. Franchitti wurde bei dem Unfall schwer verletzt. Er brach sich den rechten Knöchel, zog sich zwei Wirbelfrakturen zu und erlitt eine Gehirnerschütterung. Da bei dem Unfall der Fangzaun gerissen war, flogen Trümmerteile in Richtung Tribüne. Dabei wurden 15 Personen verletzt.

### 19. Rennen: MAVTV 500
| Platz | Fahrer            | Team                 | Zeit         |
| ----- | ----------------- | -------------------- | ------------ |
| 1     | Will Power        | Team Penske          | 3:13:42,8699 |
| 2     | Ed Carpenter      | Ed Carpenter Racing  | + 1,4883     |
| 3     | Tony Kanaan       | KV Racing Technology | + 1,8615     |
| PP    | Will Power        | Team Penske          | 1:05,2247    |
| SR    | James Hinchcliffe | Andretti Autosport   | 0:32,9518    |

- Streckentyp: Ovalkurs (Superspeedway)

Das MAVTV 500 auf dem Auto Club Speedway, Fontana, Kalifornien, Vereinigte Staaten fand am 19. Oktober 2013 statt und ging über eine Distanz von 250 Runden à 3,219 km, was einer Gesamtdistanz von 804,672 km entspricht.
Will Power gewann das Rennen vor Ed Carpenter und Tony Kanaan. Scott Dixon kam als Fünfter einen Platz vor Hélio Castroneves ins Ziel und sicherte sich damit seinen dritten Gesamtsieg in der IndyCar Series.
Im Rennen gab es viele Ausfälle. Nur die ersten acht Piloten kamen ins Ziel. Justin Wilson zog sich bei einem schweren Unfall drei Beckenfrakturen und eine Lungenquetschung zu.

## Wertungen

### Punktesystem
Die Punkte wurden nach folgendem Schema vergeben:
| Position | 1  | 2  | 3  | 4  | 5  | 6  | 7  | 8  | 9  | 10 | 11 | 12 | 13 | 14 | 15 | 16 | 17 | 18 | 19 | 20 | 21 | 22 | 23 | 24 | 25 | 26 | 27 | 28 | 29 | 30 | 31 | 32 | 33 |
| -------- | -- | -- | -- | -- | -- | -- | -- | -- | -- | -- | -- | -- | -- | -- | -- | -- | -- | -- | -- | -- | -- | -- | -- | -- | -- | -- | -- | -- | -- | -- | -- | -- | -- |
| Punkte   | 50 | 40 | 35 | 32 | 30 | 28 | 26 | 24 | 22 | 20 | 19 | 18 | 17 | 16 | 15 | 14 | 13 | 12 | 11 | 10 | 9  | 8  | 7  | 6  | 5  | 5  | 5  | 5  | 5  | 5  | 5  | 5  | 5  |

Außerdem gab es einen Zusatzpunkt für die Pole-Position und zwei zusätzliche Punkte für den Fahrer, der das Rennen die meisten Runden angeführt hatte. Alle Fahrer mit mindestens einer Führungsrunde erhielten zudem einen Punkt.
Für das Qualifying zum Indianapolis 500 wurden die Punkte wie folgt vergeben:
| Position | 1  | 2  | 3  | 4  | 5  | 6 | 7 | 8 | 9 | 10 | 11 | 12 | 13 | 14 | 15 | 16 | 17 | 18 | 19 | 20 | 21 | 22 | 23 | 24 | 25 | 26 | 27 | 28 | 29 | 30 | 31 | 32 | 33 |
| -------- | -- | -- | -- | -- | -- | - | - | - | - | -- | -- | -- | -- | -- | -- | -- | -- | -- | -- | -- | -- | -- | -- | -- | -- | -- | -- | -- | -- | -- | -- | -- | -- |
| Punkte   | 15 | 13 | 12 | 11 | 10 | 9 | 8 | 7 | 6 | 4  | 4  | 4  | 4  | 4  | 4  | 4  | 4  | 4  | 4  | 4  | 4  | 4  | 4  | 4  | 3  | 3  | 3  | 3  | 3  | 3  | 3  | 3  | 3  |

Für das Qualifying zum Iowa Corn Indy 250 wurden die Punkte wie folgt vergeben:
| Position | 1 | 2 | 3 | 4 | 5 | 6 | 7 | 8 | 9 | 10 | 11 | 12 |
| -------- | - | - | - | - | - | - | - | - | - | -- | -- | -- |
| Punkte   | 9 | 8 | 7 | 6 | 5 | 4 | 3 | 3 | 2 | 2  | 1  | 1  |

### Fahrerwertung
| 01   | S. Dixon        | 5   | 2   | 11  | 18  | 16   | 14°  | 4   | 4   | 23  | 6   | 165  | 1°  | 1°  | 1*  | 7   | 15* | 19  | 1*  | 2°  | 5°  | 577    |
| 02   | H. Castroneves  | 2*  | 3°  | 10  | 13  | 8    | 6°   | 5   | 8   | 1*  | 2   | 81   | 8   | 6   | 2°  | 6   | 7   | 9   | 18  | 23° | 6°  | 550    |
| 03   | S. Pagenaud     | 24  | 6   | 8   | 9   | 21   | 8    | 12  | 1°  | 13  | 12  | 611  | 6   | 9   | 12  | 2°  | 5   | 1°  | 4   | 6   | 13  | 508    |
| 04   | W. Power        | 16° | 5°  | 16° | 24  | 6    | 19°  | 8   | 20° | 7°  | 3°  | 172  | 4°  | 15* | 18° | 4   | 1°  | 18* | 12° | 1*  | 1*  | 498    |
| 05   | M. Andretti     | 3   | 7   | 7   | 3°  | 3    | 4°   | 20  | 6   | 5°  | 20° | 94   | 10* | 4   | 9   | 9   | 4   | 10° | 13  | 20  | 7°  | 484    |
| 06   | J. Wilson       | 9   | 8   | 3   | 20  | 14   | 5    | 3°  | 22  | 15  | 9°  | 11°  | 7   | 11  | 8   | 8   | 2°  | 4   | 3   | 4   | 18  | 472    |
| 07   | R. Hunter‑Reay  | 18  | 1*  | 24° | 11° | 7    | 3°   | 2°  | 18  | 2°  | 1°  | 2    | 20  | 18  | 19  | 5°  | 6°  | 20  | 20  | 21  | 9°  | 469    |
| 08   | J. Hinchcliffe  | 1°  | 26  | 26  | 1°  | 9    | 21°  | 15  | 19  | 9   | 5   | 1*3  | 24  | 8   | 21  | 10  | 8°  | 7   | 24  | 3   | 4   | 449    |
| 09   | C. Kimball      | 12  | 4°  | 21  | 10  | 19   | 9    | 14  | 7°  | 17  | 17  | 12   | 2°  | 21° | 6   | 1*  | 20  | 6   | 11  | 8   | 10° | 427    |
| 10   | D. Franchitti   | 25  | 25  | 4°  | 7   | 17   | 23   | 6   | 5   | 6   | 8   | 20   | 3   | 3°  | 4   | 3   | 3°  | 21  | 15  | 15  | INJ | 418    |
| 11   | T. Kanaan       | 4   | 13  | 20  | 21° | 12   | 1°   | 13  | 12° | 3   | 10  | 38   | 13° | 5   | 24  | 24  | 13° | 15  | 21  | 24  | 3°  | 397    |
| 12   | S. Bourdais     | 11  | 16  | 15  | 14° | 15   | 29   | 24  | 11  | 20  | 22  | 14   | 16  | 2°  | 3   | 12  | 10  | 3°  | 8   | 5   | 12° | 370    |
| 13   | S. de Silvestro | 6   | 18  | 9   | 8   | 24   | 17   | 16  | 24  | 16  | 24  | 21   | 11  | 10  | 14  | 11  | 9   | 5   | 2   | 10  | 8   | 362    |
| 14   | J. Newgarden    | 23  | 9   | 13  | 5   | 25   | 28   | 7   | 16  | 8   | 11  | 15   | 5   | 23  | 11  | 23  | 24  | 2   | 5   | 13  | 20  | 348    |
| 15   | E. Viso         | 7   | 12  | 22  | 6   | 4    | 18°  | 17  | 17  | 10  | 4°  | 10   | 21  | 14  | 5   | 17  | 14  | 13  | 9   | 16  | INJ | 340    |
| 16   | E. Carpenter    | 14  | 22  | 18  | 23  | 1    | 10*  | 18  | 15  | 4   | 14  | 4°6  | 9   | 13  | 22  | 20  | 19  | 14  | 23  | 22  | 2°  | 333    |
| 17   | T. Satō         | 8   | 14  | 1*  | 2*  | 18   | 13   | 19  | 23  | 11  | 7*  | 237  | 22  | 24  | 20  | 22  | 23  | 24  | 17° | 14  | 17  | 322    |
| 18   | G. Rahal        | 13  | 21  | 2   | 22  | 26   | 25   | 9   | 9   | 21  | 16  | 5°9  | 18  | 20  | 13  | 18  | 11  | 17° | 7   | 18  | 15  | 319    |
| 19   | J. Jakes        | 15  | 23  | 12  | 17  | 20   | 20°  | 10  | 2°  | 12  | 18  | 18   | 12  | 12  | 23  | 13  | 25  | 23  | 6   | 17  | 22° | 294    |
| 20   | T. Vautier      | 21  | 10  | 17  | 16  | 28   | 16   | 11  | 14° | 18  | 21  | 13   | 19  | 19  | 16  | 21  | 12  | 11° | 22  | 11  | 21  | 266    |
| 21   | S. Saavedra     | 20  | 20  | 27  | 19  | 27   | 32   | 22  | 10  | 14  | 13  | 19   | 23  | 16  | 15  | 19  | 21  | 8   | 14  | 12  | 24  | 236    |
| 22   | O. Servià       | 17° | 15  | 6   | 4   | 13   | 11   |     |     | 19  |     | 710  |     |     |     | 14  |     | 12  | 19  | 7   | 19  | 233    |
| 23   | M. Conway       |     |     | 25  |     |      |      | 1*  | 3*  |     |     |      |     | 7   | 7   |     |     |     | 16  | 9   |     | 185    |
| 24   | A. Tagliani     | 10  | 11  | 19  | 12  | 11   | 24°  | 23  | 21  | 22  | 23  | 2412 | 17  | 17  | 10  |     |     |     |     |     | 14° | 180    |
| 25   | J. Hildebrand   | 19  | 17  | 5   | 15° | 10   | 33   |     |     |     |     |      |     |     |     |     | 16  |     |     |     | 11  | 112    |
| 26   | R. Briscoe      |     |     |     |     | 23   | 12   | 21  | 13  |     | 15  |      | 14  | 22  | WD  | INJ | 17  |     |     |     |     | 100    |
| 27   | A. Allmendinger |     | 19  | 23  |     | 5    | 7°   | 25  | 25  |     |     |      |     |     |     |     |     |     |     |     | 16  | 79     |
| 28   | C. Muñoz        |     |     |     |     | 2    | 2°   |     |     |     |     |      |     |     | 17  |     |     |     |     |     | 23  | 74     |
| 29   | A. Beatriz      | 22  | 24  | 14  | 25  | 29   | 15   |     |     |     | 19  | 22   |     |     |     |     |     |     |     |     |     | 72     |
| 30   | L. Filippi      |     |     |     |     |      |      |     |     |     |     |      |     |     |     | 16  |     | 22  | 10  | 19  |     | 53     |
| 31   | P. Mann         |     |     |     |     | 30   | 30   |     |     | 24  |     |      | 15  |     |     |     |     |     |     |     | 25  | 34     |
| 32   | J. Davison      |     |     |     |     |      |      |     |     |     |     |      |     |     |     | 15  | 18  |     |     |     |     | 27     |
| 33   | S. Wilson       |     |     |     |     |      |      |     |     |     |     |      |     |     |     |     |     | 16  |     |     |     | 14     |
| 34   | C. Daly         |     |     |     |     | 31   | 22   |     |     |     |     |      |     |     |     |     |     |     |     |     |     | 11     |
| 35   | T. Bell         |     |     |     |     | 22   | 27°  |     |     |     |     |      |     |     |     |     |     |     |     |     |     | 10     |
| 36   | L. Luhr         |     |     |     |     |      |      |     |     |     |     |      |     |     |     |     | 22  |     |     |     |     | 8      |
| 37   | K. Legge        |     |     |     |     | 33   | 26   |     |     |     |     |      |     |     |     |     |     |     |     |     |     | 8      |
| 38   | B. Lazier       |     |     |     |     | 32   | 31   |     |     |     |     |      |     |     |     |     |     |     |     |     |     | 8      |
| –    | M. Jourdain     |     |     |     |     | 34   | DNQ  |     |     |     |     |      |     |     |     |     |     |     |     |     |     | 0      |
| Pos. | Fahrer          | STP | ALA | LBH | SAO | INDY | INDY | DET | DET | TXS | MIL | IOW  | POC | TOR | TOR | MDO | SNM | BAL | HOU | HOU | FON | Punkte |

| Farbe      | Bedeutung                                          |
| ---------- | -------------------------------------------------- |
| Gold       | Sieger                                             |
| Silber     | 2. Platz                                           |
| Bronze     | 3. Platz                                           |
| Grün       | 4. und 5. Platz                                    |
| Hellblau   | 6. bis 10. Platz                                   |
| Dunkelblau | Rennen beendet (außerhalb der ersten zehn Piloten) |
| Violett    | Rennen nicht beendet                               |
| Rot        | nicht qualifiziert (DNQ)                           |
| Schwarz    | disqualifiziert (DSQ)                              |
| Weiß       | nicht am Start (DNS)                               |
| Weiß       | zurückgezogen (WD)                                 |
| Weiß       | Rennen abgesagt (C)                                |
| Blanko     | nicht teilgenommen                                 |
| Blanko     | nicht erschienen (DNA)                             |
| Blanko     | verletzt oder krank (INJ)                          |
| Blanko     | ausgeschlossen (EX)                                |

| Weitere Notation   |                                            |
| Fett               | Pole-Position (1 Punkt)                    |
| Kursiv             | Schnellste Rennrunde                       |
| *                  | Meiste Führungsrunden (2 Punkte + 1 Punkt) |
| °                  | Mindestens eine Führungsrunde (1 Punkt)    |
| Rookie of the Year |                                            |
| Rookie             |                                            |

| Farbe      | Bedeutung          |
| ---------- | ------------------ |
| Gold       | Pole-Position      |
| Silber     | 2. Platz           |
| Bronze     | 3. Platz           |
| Grün       | 4. bis 9. Platz    |
| Hellblau   | 10. bis 24. Platz  |
| Dunkelblau | 25. bis 33. Platz  |
| Rot        | nicht qualifiziert |

| Farbe      | Bedeutung                                          |
| ---------- | -------------------------------------------------- |
| Gold       | Sieger                                             |
| Silber     | 2. Platz                                           |
| Bronze     | 3. Platz                                           |
| Grün       | 4. und 5. Platz                                    |
| Hellblau   | 6. bis 10. Platz                                   |
| Dunkelblau | Rennen beendet (außerhalb der ersten zehn Piloten) |
| Violett    | Rennen nicht beendet                               |
| Rot        | nicht qualifiziert (DNQ)                           |
| Schwarz    | disqualifiziert (DSQ)                              |
| Weiß       | nicht am Start (DNS)                               |
| Weiß       | zurückgezogen (WD)                                 |
| Weiß       | Rennen abgesagt (C)                                |
| Blanko     | nicht teilgenommen                                 |
| Blanko     | nicht erschienen (DNA)                             |
| Blanko     | verletzt oder krank (INJ)                          |
| Blanko     | ausgeschlossen (EX)                                |

| Weitere Notation   |                                            |
| Fett               | Pole-Position (1 Punkt)                    |
| Kursiv             | Schnellste Rennrunde                       |
| *                  | Meiste Führungsrunden (2 Punkte + 1 Punkt) |
| °                  | Mindestens eine Führungsrunde (1 Punkt)    |
| Rookie of the Year |                                            |
| Rookie             |                                            |

| Farbe      | Bedeutung          |
| ---------- | ------------------ |
| Gold       | Pole-Position      |
| Silber     | 2. Platz           |
| Bronze     | 3. Platz           |
| Grün       | 4. bis 9. Platz    |
| Hellblau   | 10. bis 24. Platz  |
| Dunkelblau | 25. bis 33. Platz  |
| Rot        | nicht qualifiziert |